# Milne Bay
Milne Bay är en provins i Papua Nya Guinea.

## Geografi
Provinsen omfattar bl.a. ögrupperna
- D’Entrecasteaux-öarna
- Louisiadeöarna
- Marshall Bennettöarna
- Trobriandöarna
- Woodlarköarna